# Eugénie Smet
Eugénie Smet (* 25. März 1825 in Lille; † 7. Februar 1871 in Paris) war eine französische römisch-katholische Ordensgründerin. Sie steht am Beginn der Gesellschaft der Helferinnen (SA) und wird in der Katholischen Kirche als Selige verehrt.

## Leben und Werk

### Die junge Wohltäterin
Eugénie Smet wuchs als drittes von sechs Kindern einer großbürgerlich-adeligen Familie in Lille und Loos auf. Ihr Onkel Jean-Baptiste Smet war von 1830 bis 1832 Bürgermeister von Lille. Nach siebenjährigem Internatsaufenthalt bei den Herz-Jesu-Schwestern in der Rue Royale in Lille lebte sie ab 1843 in ihrer Familie in Loos. Fortan versuchte sie die Not der Proletarierfamilien in Lille und den entstehenden Industriestädten rundum durch Karitas zu lindern. Sie besuchte arme Familien und Kranke und kochte Suppen für Bedürftige. Zudem sammelte sie Spenden für die Mission, für Strafgefangene und zum Freikauf von Sklavinnen. Bezeichnend für ihr Temperament ist ihre Begehung der Wirtshäuser, in denen sie zum Schrecken ihres Vaters Schilder anbringen ließ mit der Aufschrift: „Hier wir nicht geflucht!“ (Ici on ne jure pas!).

### Die Ordensgründerin
Von früh an durchliefen zwei rote Fäden Eugénies geistliches Leben, einmal das durch zahlreiche erstaunliche Erfahrungen gestärkte Vertrauen in die Vorsehung (frz.: Providence), zum andern die Sorge um die Seelen im Fegefeuer (denen sie glaubte durch Gebet zur Hilfe kommen zu müssen, weil sie Gott durch das Gerechtigkeitsprinzip zur Ohnmacht verurteilt wähnte). Im Alter von 28 Jahren beschloss sie die Gründung einer Kongregation zur Rettung der Seelen im Fegefeuer, zu der sie sich die Zustimmung von Papst Pius IX. und des Pfarrers von Ars einholte. Eine erste kleine Gemeinschaft konstituierte sich im Januar 1856 in der Rue Saint-Martin in Paris und lebte dort unter schwierigsten Bedingungen, bis sie Ende Juni (dank der Unterstützung von Erzbischof Auguste Sibour und einer Mäzenin) in die Rue de La Barouillère (heute: rue Saint-Jean-Baptiste de La Salle, Nr. 16) umziehen konnte, wo nach wie vor das Mutterhaus der Kongregation steht.

### Aufbau der Kongregation
Die neue Kongregation nannte sich Institut Sororum auxiliatricum animarum in Purgatorio degentium (Helferinnen der Armen Seelen im Fegefeuer). Neben dem Gebet widmeten sich die jungen Frauen vor allem der häuslichen Krankenpflege in verarmten Arbeiterfamilien. Die ihr nahegelegte Unterrichtstätigkeit lehnte die Gründerin ab. Noch im gleichen Jahr legten Eugénie und ihre Gefährtinnen die ersten Gelübde ab, im Januar 1858 die ewigen Gelübde. Eugénie nahm den Ordensnamen Marie de la Providence („Maria von der Vorsehung“) an. 1859 übernahm die Kongregation mit Hilfe des Jesuiten Hippolyte Basuiau (1824–1886) die angepassten Satzungen der Gesellschaft Jesu, genoss ab 1866 den Beistand des Jesuiten Pierre Olivaint (1816–26. Mai 1871, von der Pariser Kommune hingerichtet) und wurde 1869 von Rom anerkannt.

### Ausbreitung der Helferinnen
Die Ausbreitung der Gemeinschaft (darunter Amélie Baltard, Tochter von Victor Baltard und Witwe des Bildhauers Pierre-Charles Simart, sowie ab 1861 eine Schwester von Eugénie) ging zu Lebzeiten der Gründerin über Nantes (1864), Shanghai (1867, auf Bitten der Jesuiten) und Brüssel (1870). Im deutschsprachigen Raum gab es die erste Niederlassung in Wien (1897); die erste deutsche Gemeinschaft ließ sich 1982 in München nieder. Inzwischen gibt es auch eine Schweizer Gemeinschaft in Luzern. Weitere Gründungen waren Budapest (1990), Sândominic, Rumänien (1992) und Barasat, Indien (1995). Die Kongregation ist derzeit in 21 Ländern auf vier Kontinenten vertreten.
Eugénie starb im Februar 1871 nach mehrjähriger Leidenszeit im von den Deutschen belagerten und bombardierten Paris mit 45 Jahren an Brustkrebs.

## Seligsprechung
Eugénie Smet wurde am 26. Mai 1957 vom Papst seliggesprochen. In der Kirche Notre Dame de Grâce in Loos wird ihrer gedacht.